# Aleš Vřešťovský z Rýzmburka
Aleš Vřešťovský z Rýzmburka či z Riesenberka, též Aleš z Vřešťova († 4. června 1442) byl český šlechtic a husitský hejtman, v letech 1433–1436 působící jako zemský správce pro Čechy i Moravu.

## Rodina
Pocházel z východočeského vladyckého rodu, který se psal podle svých sídel Rýzmburk a Vřešťov. Alešovým dědem byl Vojek z Rýzmburka, který měl s Luchardou z Vřešťova tři syny: Beneše, Aleše (Alberta) a druhého Aleše. Aleš Vřešťovský byl synem jednoho z Alešů a sám měl dva stejnojmenné syny. Jeho sídelním hradem byl Velký Vřešťov u Hořic.

## Kariéra
Již na počátku husitské revoluce se přidal ke straně kalicha a patřil k vůdcům orebitů. Na prvním shromáždění lidu na Orebu ještě zmiňován není, ale byl jedním ze svolávatelů tábora lidu na Kunětické hoře 25. června 1420, jehož cílem bylo dobytí Hradce, který byl v rukou královské posádky. Husité předstírali, že chtějí napadnout Podlažický klášter, a nočním útokem se města zmocnili. 18. prosince vedl Aleš útok orebitů na Opatovický klášter, zde však husité neuspěli a utrpěli velké ztráty. Koncem roku 1420 se Aleš Vřešťovský připojil k delegaci vyslané do Polska na jednání s polským králem a litevským Vitoldem.
Když v roce 1423 začal Jan Žižka budovat ve východních Čechách svůj samostatný svaz (tzv. Menší Tábor), patřil Aleš k orebitům, kteří se k němu připojili. Na Žižkově vojenském řádu je mezi jeho zastánci uváděn jako třetí (po Žižkovi a Roháčovi). Po Žižkově smrti zůstal hejmanem sirotků.
Jako politika lze Vřešťovského řadit spíše k umírněným. Na Svatomartinském sněmu, který řešil potřebu ústřední vlády v zemi, byl zvolen zemským správcem, jehož příkazy měly respektovat všechny husitské síly v Čechách i na Moravě včetně polních vojsk. Ke správě mu byla přidána rada dvanácti osob. Jeho nástupem ztratily loupeživé výpravy radikálních husitů (tzv. spanilé jízdy) veškerou oficiální podporu. Funkci zemského správce vykonával od 22. listopadu 1433 do 14. srpna 1436. Na straně kališnicko-katolické koalice se zúčastnil bitvy u Lipan.
Po přijetí Zikmunda Lucemburského za českého krále skončilo jeho působení jako zemského správce, ale Zikmund jej poté jmenoval nejvyšším zemským písařem. Roku 1440 se účastnil volby nového krále Ladislava Pohrobka.
Jako husitský hejtman údajně „od mnohých se lišil svou nezištností.“ 